# Kverneland

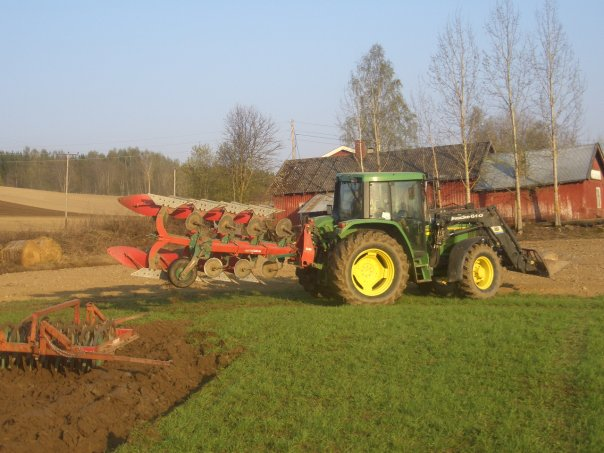
Pług obracany Kverneland

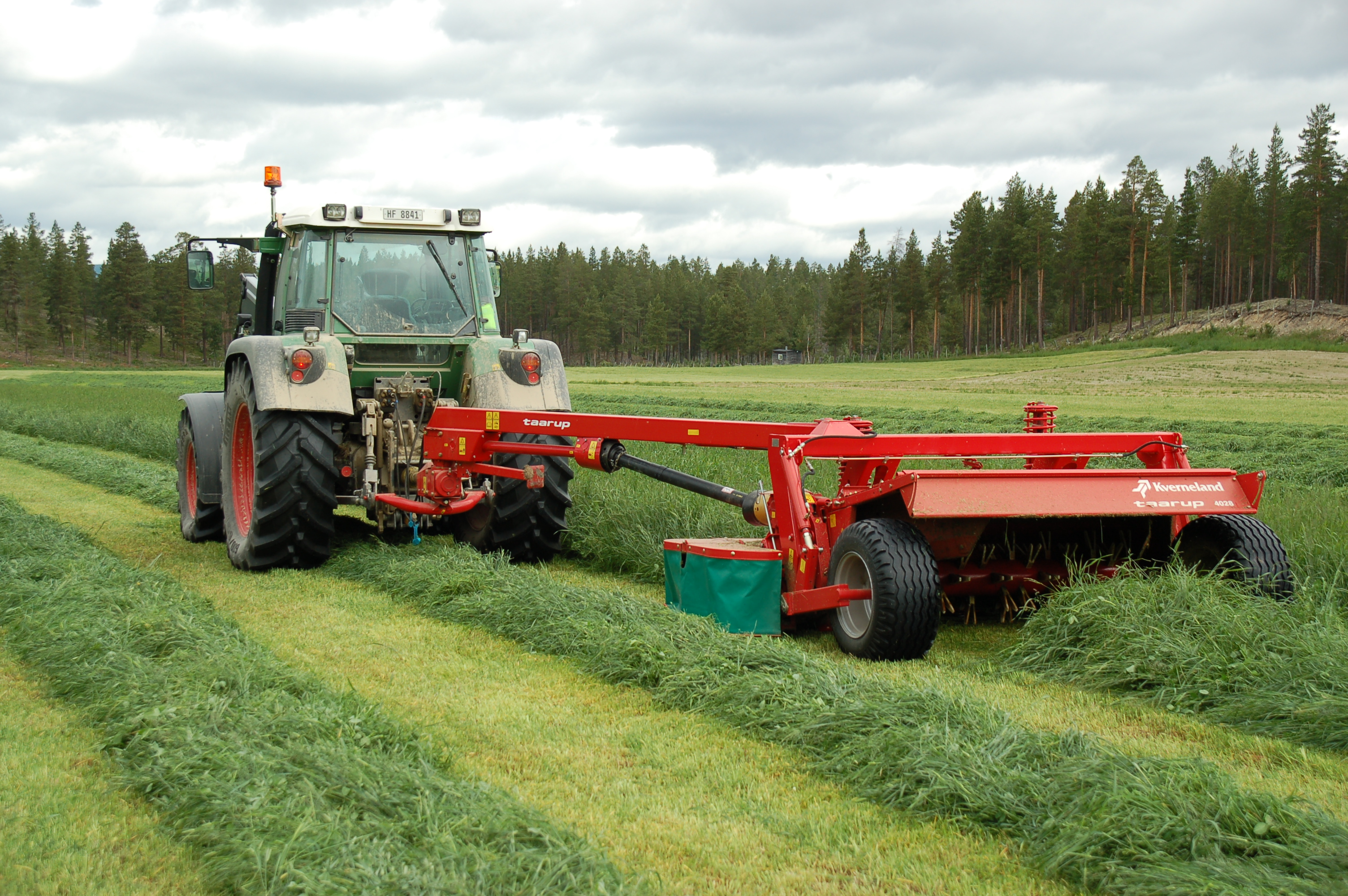
Kosiarka z kondycjonerem Kverneland Taarup

Kverneland AS – norweski producent maszyn rolniczych i największy na świecie producent pługów. Przedsiębiorstwo zostało założone przez Ole Gabriel Kverneland (1854–1941) w 1879. Siedziba przedsiębiorstwa znajduje się w Klepp, we wsi Kvernaland. Kverneland zatrudnia blisko 2300 pracowników na świecie.
Grupa Kverneland jest właścicielem następujących marek: Kverneland, Accord, Rau, Taarup i Vicon. Kverneland Group jest także producentem maszyn zielonkowych marki Deutz-Fahr, takich jak: kosiarki dyskowe, kosiarki dyskowe z kondycjonerem, przetrząsacze, zgrabiarki, przyczepy samozbierające. Posiada fabryki produkcyjne w Klepp Norwegia (pługi), Kerteminde Dania (kosiarki dyskowe, przetrząsacze i zgrabiarki), Soest Niemcy (siewniki pneumatyczne, siewniki punktowe, agregaty uprawowo-siewne), Les Landes Francja (kultywatory, brony), Modena Włochy (brony wirnikowe, kosiarko rozdrabniarki), Lipieck Rosja (produkcja agregatów uprawowo-siewnych i montaż siewników i pługów), Nieuw-Vennep Holandia (opryskiwacze i rozsiewacze nawozów), Ravenna Włochy (prasy zwijające i owijarki), Daqing Chiny (montaż maszyn firmy Kverneland).
W 1992 doszło do zawarcia partnerstwa z udziałem 50% w Macchine Agricole Maletti z Modeny jako partnera w produkcji narzędzi napędzanych WOM.
W 1993 został nabyty producent maszyn zielonkowych Maskinfabriken Taarup z Kerteminde (Dania).
W 1995 zakupiono pozostałe 50% udziałów w Macchine Agricole Maletti.
W 1996 zakupiono Accord Landmaschinen, Soest.
W 1997 została założona spółka Kverneland Poland sp. z o.o. importująca produkty grupy do Polski.
W maju 1998 nastąpiło przejęcie holenderskiej firmy Greenland Group.
W 1999 roku nastąpiło przejęcie firmy Rau Group z Weilheim (Niemcy).
W 2000 roku przejęto niemiecką firmę Kleine.
W 2006 roku zamknięto fabrykę w Gottmadingen w Niemczech. Produkcja przetrząsaczy i zgrabiarek została przeniesiona do Ketermind, zaś owijarek i stałokomorowych pras zwijających do Geldrop, gdzie produkowane są prasy zmiennokomorowe i wielkogabarytowe prasy kostkujące, podpisanie umowy z niemiecką firmą Mayer na dystrybucję wozów paszowych pod nazwą SiloKing Taarup.
W 2008 roku Grupa sprzedała swoją fabrykę pras w Geldrop Grupie Kuhn należącej do Bucher Industries. W 2009 roku Kverneland Group zawarła umowę kupna z firmą Veenhuis Machines przewidującą przejęcie działu przyczep samozbierających i transportowych. W 2010 koncern przejął 30% udziałów we włoskim producencie pras zwijających i owijarek do bel Gallignani S.p.A produkującej także prasy dla AGCO pod markami Fendt i Massey Ferguson.
30 stycznia 2012 roku całe przedsiębiorstwo Kverneland zostało kupione przez japońską firmę Kubota.